# Ewald Straesser
Ewald Straesser (Burscheid, 27 de juny de 1867 - Stuttgart, 4 d'abril de 1933) fou un compositor alemany. Estudia al Conservatori de Colònia, del que després en fou professor de contrapunt. Escrigué tres quartets per a instruments d'arc; un quintet amb piano; dues simfonies; Frühlig, suite per a orquestra; un trio per a arc i piano; sonata per a violí i piano, diverses peces per a piano; cors per veus de dona, i melodies vocals.